# ردود الفعل على وفاة البابا فرنسيس
توفي البابا فرنسيس في 21 أبريل/نيسان 2025، عن عمر يناهز 88 عامًا، مما أثار ردود فعل واسعة النطاق من جميع أنحاء العالم. وقدّم رؤساء الدول والحكومات، بالإضافة إلى مسؤولين في الكنيسة الكاثوليكية وزعماء مسيحيين ودينيين آخرين، التعازيَ.

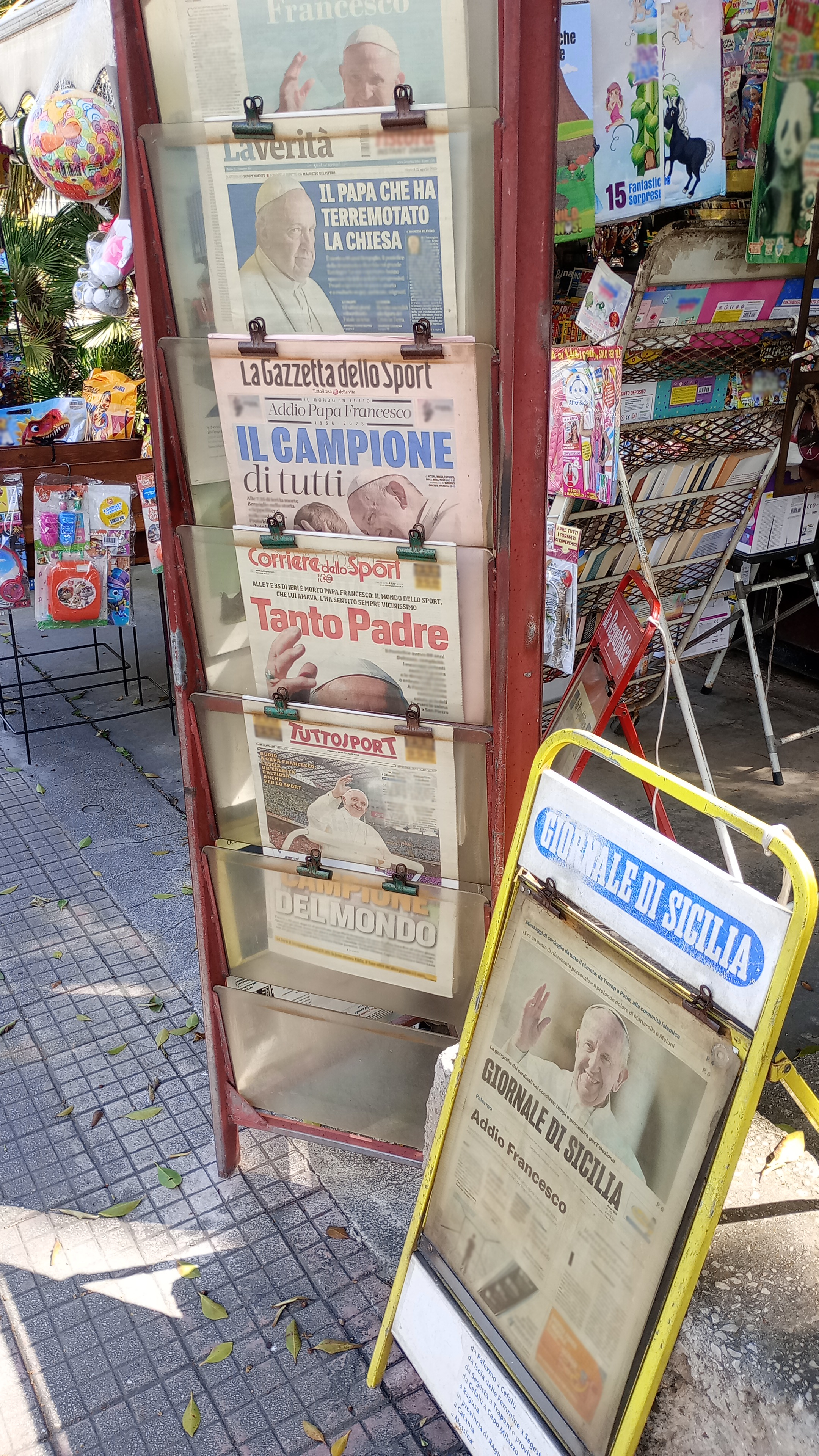
الصحف في باغيريا، صقلية، في 22 أبريل 2025، تتحدث عن وفاة البابا فرانسيس

## القادة الوطنيون والحكومات
- الجزائر: أعرب الرئيس عبد المجيد تبون عن تعازيه "للفاتيكان ولكل مؤسساته ولكل المسيحيين في العالم".[3]
- أنغولا: أنغولا - بعث الرئيس جواو لورنسو برسالة تعزية إلى الكاردينال جيوفاني باتيستا ريم، معربًا عن "الألم والحزن" لوفاة البابا فرنسيس، واصفًا إياها بأنها "ضربة موجعة للعالم" وخسارة فادحة للكاثوليك. كما سلط الضوء على إرث البابا فرانسيس كقائد تميّز بتفانيه في سبيل العدالة الاجتماعية والسلام والدفاع عن الفئات الأكثر ضعفًا.[4]
- بنين: أعربت حكومة بنين عن تعازيها، مؤكدةً أن حياة البابا ستُذكر لتواضعه، وقربه من الفقراء، ودعمه الثابت للعدالة الاجتماعية والسلام والتواصل بين الثقافات. وتابع البيان: "بنين، دولة الوئام والتسامح الديني، تُخلّد ذكرى رجل مؤمن وصادق، دافع عن القيم العالمية للإنسانية والأخوة".[5]
- بوركينا فاسو أشاد الرئيس المؤقت إبراهيم تراوري بالبابا فرنسيس، مؤكدًا أنه يتذكر البابا كرجل كرّس حياته لقضية العدالة والسلام في العالم، وللفقراء والمحتاجين. وأشار إلى أنه على الرغم من الإرهاب الذي تعرضت له بوركينا فاسو، لم ينقطع البابا عن التعبير عن تعاطفه وقربه من البلاد.
- بوروندي أشاد الرئيس إيفاريست ندايشيميي بإرث البابا فرنسيس في الدين والسلام والإنسانية، معربًا عن تعازيه للكنيسة الكاثوليكية في بوروندي وحول العالم.[6]
- الكاميرون وصف الرئيس بول بيا البابا بأنه "خادم متحمس للكنيسة" وأرسل تعازي الفاتيكان للشعب الكاميروني.[7]
- الرأس الأخضر قدّم الرئيس خوسيه ماريا نيفز تعازيه وأشاد بـ"إرثٍ عظيمٍ للكنيسة والإنسانية". وأشاد رئيس الوزراء أوليسيس كوريا إي سيلفا بإرث البابا فرانسيس، واصفًا إياه بأنه "مناضلٌ عظيمٌ من أجل الشفافية، والأخلاق في الكنيسة، والسلام، وكرامة المهاجرين، والكوكب، في مواجهة تغير المناخ".[8]
- جمهورية إفريقيا الوسطى - في 22 أبريل، وقع الرئيس فوستان أرشانج تواديرا على كتاب التعازي في السفارة البابوية في بانغي.[9]
- تشاد - أشاد الرئيس محمد ديبي بإرث البابا واصفًا إياه بالزعيم العالمي الذي كرّس حياته لخدمة القضايا الإنسانية. كما أكد على دور البابا كزعيم ديني مخلص، يقف إلى جانب أضعف فئات المجتمع، وهو مناصر متحمس للسلام.[10]

## الحداد الرسمي
وفقًا للعرف، سوف يعلن الكرسي الرسولي فترة حداد لمدة تسعة أيام، تبدأ من يوم جنازة فرانسيس في 26 أبريل 2025. كما أعلنت العديد من الدول والأقاليم الحداد الوطني.